# Pteris hexagona
Pteris hexagona är en kantbräkenväxtart. Pteris hexagona ingår i släktet Pteris och familjen Pteridaceae.

## Underarter
Arten delas in i följande underarter:
- P. h. hexagona
- P. h. intermedia
- P. h. multifida